# Маковецкий, Александр Евменьевич
Александр Евменьевич Маковецкий (9 ноября 1880 — 1939) — российский и советский химик, педагог, профессор (1919), доктор технических наук (1910), доктор химических наук. Изобретатель.
Один из создателей отечественной гальванотехники.

## Биография
Родился в семье врача 9 ноября 1880 года года.

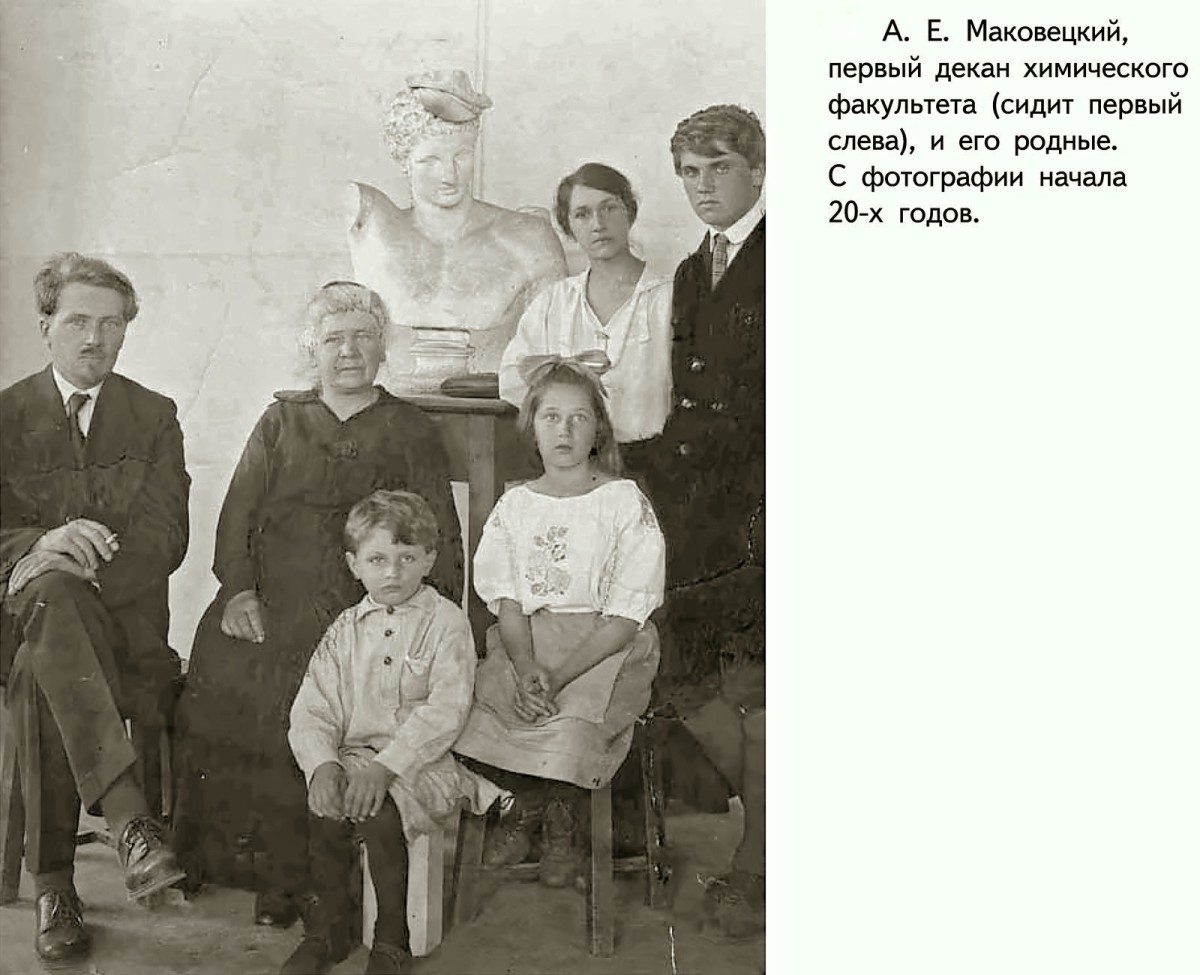

В 1906 году окончил Санкт-Петербургский практический технологический институт, инженер-электрохимик. С 1911 года — преподавал в Санкт-Петербургском технологическом институте, в 1912—1917 годах — на Высших женских политехнических курсах (с 1915 г. — Женский политехнический институт).
Член коллегии химического отделения ВСНХ (1918—1920).
По приглашению правления Уральского горного института в 1919 году приехал в Екатеринбург, организовав «эшелон» из двух теплушек с оборудованием, добытым в Петрограде. С 1919 года — профессор Уральского горного института, ректор УГИ с 20 июня по 18 октября 1920 года. В 1920—1925 годах читал лекции в Уральском университете.
В 1920—1922 годах был директором политехнического института в составе Уральского университета (позднее УГТУ-УПИ, ныне УрФУ), первым деканом химико-металлургического факультета университета (1920—1923, 1925). В 1921—1922 гг. в составе закупочной комиссии пробыл около года в Германии и Англии, где для университета и политехнического института производилась закупка ценного оборудования, книг и журналов для научной библиотеки института.
С 1924 по 1930 год — первый директор Уральского научно-исследовательского химического института при Уральском университете. Организовал в Уральском политехническом институте кафедры технологии неорганических веществ, электрохимии, технологии силикатов, процессов и аппаратов, химической технологии. Заведующий кафедрой химической технологии (1923—1929), заведующий кафедрой технической электрохимии (1923), заведующий кафедрой процессов и аппаратов химической технологии (1923).
30 ноября 1930 был арестован, а 13 февраля 1932 года осужден. В 1930—1931 годах подвергался репрессиям. Был выслан сперва в Казань, затем в Среднюю Азию, где в Алма-Ате руководил научно-исследовательскими работами в Казахском научно-исследовательском институте строительства (1932—1933). Освобождён досрочно.
В 1933—1938 годах преподавал в Казанском химико-технологическом институте и Московском химико-технологическом институте имени Д.И. Менделеева.
В последние годы жизни в Москве, подвергался политической и административной травле. Покончил жизнь самоубийством, выбросившись с балкона квартиры многоэтажного здания.

### Семья
Женился на Екатерине Григорьевне Маковецкой (при рождении Яркова). Екатерина родилась в 1887 году. У них было 3 ребенка: дочь Злата Александровна Максимова (при рождении Маковецкая). Об остальных детях не известно.

## Научная деятельность
Руководитель научных исследований, выполняемых по заказу предприятий и организаций Урала. Признанием значимости этих работ было учреждение при УПИ в сентябре 1925 года Уральского научно-исследовательского института с профессором А. Е. Маковецким в качестве директора. Являлся экспертом Министерства торговли и промышленности по рассмотрению изобретений в области минеральной технологии, химических аппаратов и процессов, электрохимии (1912—1918).
В 1935 г. получил авторские свидетельства на изобретения «Способ получения окиси алюминия», «Способ получения окиси щелочных металлов из их карбонатов» (в соавторстве с М. А. Остроумовым) и «Способ выделения меди из медистых пиритовых руд».